# Yoshio Kikugawa
Yoshio Kikugawa (n. 12 septembrie 1944 – d. 2 decembrie 2022) a fost un fotbalist japonez.

## Statistici
| Japonia | Japonia | Japonia |
| An      | Meciuri | Goluri  |
| ------- | ------- | ------- |
| 1969    | 2       | 0       |
| 1970    | 12      | 0       |
| 1971    | 2       | 0       |
| Total   | 16      | 0       |